# Coatréven
Coatréven (bret. Koatreven) – miejscowość i gmina we Francji, w regionie Bretania, w departamencie Côtes-d’Armor.
Według danych na rok 1990 gminę zamieszkiwało 415 osób, a gęstość zaludnienia wynosiła 45 osób/km² (wśród 1269 gmin Bretanii Coatréven plasuje się na 877. miejscu pod względem liczby ludności, natomiast pod względem powierzchni na miejscu 868.).